# Bibliotecário de referência
Bibliotecário de referência é o bibliotecário especializado em dar assistência aos usuários no uso das fontes de pesquisa de uma biblioteca.
A expressão “serviço de referência” é traduzida do inglês reference work e tem como raiz o verbo referir, do latim referre, que significa: indicar, informar.
O que se espera de um Serviço de Referência é que, além de atender a necessidade de busca por informações, sirva como guia dos serviços oferecidos pela biblioteca e na orientação à pesquisa.
Muitas bibliotecas buscam realizar seus serviços de informação não apenas por meio de livros, mas também através de outros suportes como por exemplo: periódicos, teses, microfilmes, fotografias, mapas, gravuras etc.
Para realizar esses serviços é necessário que a biblioteca conte com a ajuda de profissionais capacitados que saibam interpretar os pedidos de informação feitos pelos usuários e localizar dados. Então, cabe ao bibliotecário de referência a incumbência dessa tarefa.
Esse profissional tem um papel muito importante, pois é o intermediário entre a informação e o usuário. Ou seja, ao auxiliar uma pesquisa, contribui para o aumento do patrimônio cultural dos usuários, tendo em vista que o bibliotecário de referência prestou uma informação relevante que supriu suas necessidades informacionais.
O bibliotecário de referência precisa dominar o processo de busca e o uso das fontes de informação (físicas e digitais), além de saber interpretar as necessidades informacionais dos usuários. Para isso, são fundamentais as competências informacionais como "capacidade de comunicação, capacidade de analisar necessidades de informação, capacidade de orientar usuários e capacidade de treinar usuários" (SOUZA, 2011, p.3).

## Funções do Bibliotecário de Referência
O bibliotecário de referência tem um papel ativo, um papel educador. Ele ensina e orienta no nível individual no atendimento de referência, atua em programas de educação de usuários e alfabetização informacional e apoia o ensino. É um agente de alfabetização informacional no contexto escolar, acadêmico e de outras instituições ou na comunidade. É o profissional mais habilitado a promover cursos, capacitações e programas de alfabetização informacional, e o mais habilitado a capacitar o usuário para o uso de bases de dados e outras ferramentas e recursos de informação. Ele conhece a comunidade, as necessidades de informação dos usuários, os recursos de informação do contexto e áreas de atuação, em acesso livre ou proprietário. A atuação ocorre de forma integrada com outros educadores e especialistas, mas é competência e responsabilidade do bibliotecário de referência a capacitação para o uso crítico e efetivo da informação. Nesse sentido, é pertinente um exame das atitudes dos bibliotecários de referência em relação às suas obrigações educacionais e da possível transferência de responsabilidades a agentes externos. 

### Quadro- Funções essenciais do serviço de referência
| Função       | Descrição | Exemplos de ações e serviços |
| ------------ | --- | --- |
| Informativa  | Atendimento a consultas dos usuários em relação à informação | Consulta sobre informação geral Consulta sobre recursos e serviços Consulta bibliográfica Localização, intercâmbio e entrega de informação Informação básica, específica ou geral |
| Consultiva   | Orientação aos usuários na seleção e uso de fontes de informação, ferramentas e recursos multimídia para a aprendizagem, cultura e produção de novos conhecimentos | Seleção de fontes, recursos e informações Recomendação de obras, fontes e recursos Recomendação de serviços de informação Orientação bibliográfica e documental para o acesso, busca, uso e produção da informação Apoio à pesquisa e produção de conhecimentos Apoio à normalização, publicação e divulgação Assessoramento em assuntos de informação, aprendizagem, pesquisa, cultura etc. Curadoria, seleção e gestão de conteúdos que os usuários podem usar de forma independente Extensão bibliotecária na comunidade Biblioterapia, ação social e cultural |
| Instrutiva   | Educação de usuários, ensino e alfabetização informacional | Ações de formação individual ou em grupos para o uso das fontes, ferramentas e recursos Instrução direta no atendimento Programas de alfabetização informacional Desenvolvimento de currículos e atuação integrada nos processos de ensino e aprendizagem Cursos livres, palestras e participação em ações educativas da instituição e da comunidade |
| Comunicativa | Comunicação, divulgação e relações com a comunidade | Comunicação com os usuários e a sociedade Promoção da unidade de informação na sociedade Produção de conteúdos: informativos, guias, tutoriais, materiais didáticos etc. Comunicação na web: sites, redes sociais, referência virtual etc. Divulgação de recursos e serviços de informação Serviços de alerta e disseminação da informação Divulgação de projetos e do trabalho de referência Relações públicas com a comunidade |